# Bommarito Automotive Group 500 2024
Das Bommarito Automotive Group 500 auf dem Oval-Kurs World Wide Technology Raceway at Gateway fand am 18. August 2024 (17. August in den USA) statt und ging über eine Distanz von 260 Runden à 2,01 km. Es war der 13. Lauf zur IndyCar Series 2024.

## Bericht
Das Rennen in St. Louis startete um 17:30 Uhr Ortszeit, als es in Mitteleuropa bereits Sonntag, der 18. August war, um 00:30 Uhr. Gegen die starken Fahrer des Meyer Shank Racing Teams konnte sich in der Qualifikation nur Scott McLaughlin durchsetzen. Der Fahrer aus dem Team Penske verwies Felix Rosenqvist und David Malukas auf die Plätze zwei und drei. Weil beim Auto von Rosenqvist der Motor vor dem Rennen gewechselt werden musste, bekam er eine Strafe von neun Startplätzen. 
McLaughlin übernahm nach der Startfreigabe die Führung. Bereits in der achten Runde folgte die erste Gelbphase, Ed Carpenter (Ed Carpenter Racing) und Katherine Legge (Dayle Coyne Racing) konnten sich nicht über die Vorfahrt einigen. Beim Restart folgte bereits die zweite Gelbphase, weil sich Kyle Kirkwood (Andretti Global) und Rinus VeeKay (Ed Carpenter Racing) berührten und dabei auch die beiden Fahrer von Juncos Hollinger Racing, Conor Daly und Romain Grosjean, in Mitleidenschaft zogen. Beim Neustart überholte Will Power (Team Penske) den mittlerweile Führenden Malukas, dahinter lagen Powers Teamkollegen McLaughlin und Josef Newgarden. Zwischen diesen Fahrern wechselten die Rangierungen immer wieder, auch wegen den Boxenstopps und weiteren Gelbphasen. In der 196. Runde drehte sich Newgarden an vierter Stelle liegend. Er konnte sein Auto abfangen, ohne an einer Mauer anzuschlagen. Trotzdem wurden die gelben Warnlampen geschaltet und das Pace-Car kam heraus, daher verlor Newgarden nur gerade zwei Plätze. Beim Restart führte Power vor Malukas das Fahrerfeld an, rund 50 Runden vor der Zielflagge. In der 240. Runde kollidierten Malukas und Power, der auf dem vierten Rang lag. So führte wieder McLaughlin vor Newgarden, der dank des Unfalls von Malukas und Power wieder nach vorne kam. Während dieser Gelbphase waren die Mechaniker von Newgarden beim Boxenstopp schneller als jene von McLaughlin, Newgarden kam vor McLaughlin wieder auf die Strecke zurück. Beim Restart verschätzte sich Alexander Rossi (Arrow McLaren), er fuhr Power ins Heck und beide landeten in der Mauer, VeeKay konnte nicht ausweichen, blieb aber trotzdem im Rennen. Fast gleichzeitig landete auch Jack Harvey (Dale Coyne Racing), im Fahrerfeld weiter hinten, in der Außenmauer der Oval-Rennstrecke. Das Rennen musste mit den roten Flaggen acht Runden vor Schluss gestoppt werden. Der Rookie Linus Lundqvist (Chip Ganassi Racing) kam mit einer soliden Fahrt und guter Boxenstopp-Strategie bis auf den fünften Platz nach vorne. Beim folgenden Neustart blieb Newgarden vor McLaughlin und Colton Herta (Andretti Global), der nur vom 25. Startplatz aus ins Rennen ging nach einem Unfall in der Qualifikation. Lundqvist überholte die vor ihm fahrenden Herta und Alex Palou (Chip Ganassi Racing) und belegte im Endergebnis den dritten Rang.
In der Meisterschaftstabelle führte zu diesem Zeitpunkt weiterhin Palou mit 59 Punkten vor Herta. Auf dem dritten Platz folgte Scott Dixon (Chip Ganassi Racing) mit einem Rückstand von 65 und Power mit 66 Punkten.

## Meldeliste
| Startnummer | Fahrer              | Team                             | Motor     |
| ----------- | ------------------- | -------------------------------- | --------- |
| 14          | Santino Ferrucci    | A. J. Foyt Racing                | Chevrolet |
| 41          | Sting Ray Robb      | A. J. Foyt Racing                | Chevrolet |
| 26          | Colton Herta        | Andretti Global / Curb-Agajanian | Honda     |
| 27          | Kyle Kirkwood       | Andretti Global                  | Honda     |
| 28          | Marcus Ericsson     | Andretti Global                  | Honda     |
| 5           | Pato O’Ward         | Arrow McLaren                    | Chevrolet |
| 6           | Nolan Siegel        | Arrow McLaren                    | Chevrolet |
| 7           | Alexander Rossi     | Arrow McLaren                    | Chevrolet |
| 4           | Kyffin Simpson      | Chip Ganassi Racing              | Honda     |
| 8           | Linus Lundqvist     | Chip Ganassi Racing              | Honda     |
| 9           | Scott Dixon         | Chip Ganassi Racing              | Honda     |
| 10          | Alex Palou          | Chip Ganassi Racing              | Honda     |
| 11          | Marcus Armstrong    | Chip Ganassi Racing              | Honda     |
| 18          | Jack Harvey         | Dale Coyne Racing                | Honda     |
| 51          | Katherine Legge     | Dale Coyne Racing                | Honda     |
| 20          | Ed Carpenter        | Ed Carpenter Racing              | Chevrolet |
| 21          | Rinus VeeKay        | Ed Carpenter Racing              | Chevrolet |
| 77          | Romain Grosjean     | Juncos Hollinger Racing          | Chevrolet |
| 78          | Conor Daly          | Juncos Hollinger Racing          | Chevrolet |
| 60          | Felix Rosenqvist    | Meyer Shank Racing               | Honda     |
| 66          | David Malukas       | Meyer Shank Racing               | Honda     |
| 15          | Graham Rahal        | Rahal Letterman Lanigan Racing   | Honda     |
| 30          | Pietro Fittipaldi   | Rahal Letterman Lanigan Racing   | Honda     |
| 45          | Christian Lundgaard | Rahal Letterman Lanigan Racing   | Honda     |
| 2           | Josef Newgarden     | Team Penske                      | Chevrolet |
| 3           | Scott McLaughlin    | Team Penske                      | Chevrolet |
| 12          | Will Power          | Team Penske                      | Chevrolet |

## Klassifikationen

### Freies Training 1
| Pos. | Nr. | Fahrer           | Team                             | Motor     | Zeit      |
| ---- | --- | ---------------- | -------------------------------- | --------- | --------- |
| 1    | 66  | David Malukas    | Meyer Shank Racing               | Honda     | 0:25.1635 |
| 2    | 26  | Colton Herta     | Andretti Global / Curb-Agajanian | Honda     | 0:25.2226 |
| 3    | 3   | Scott McLaughlin | Team Penske                      | Chevrolet | 0:25.2894 |

### Freies Training 2
| Pos. | Nr. | Fahrer           | Team                | Motor | Zeit      |
| ---- | --- | ---------------- | ------------------- | ----- | --------- |
| 1    | 10  | Alex Palou       | Chip Ganassi Racing | Honda | 0:26.4166 |
| 2    | 9   | Scott Dixon      | Chip Ganassi Racing | Honda | 0:26.4285 |
| 3    | 60  | Felix Rosenqvist | Meyer Shank Racing  | Honda | 0:26.4599 |

### Freies Training 3
| Pos. | Nr. | Fahrer          | Team                             | Motor     | Zeit      |
| ---- | --- | --------------- | -------------------------------- | --------- | --------- |
| 1    | 5   | Pato O’Ward     | Arrow McLaren                    | Chevrolet | 0:25.7572 |
| 2    | 28  | Marcus Ericsson | Andretti Global                  | Honda     | 0:25.8337 |
| 3    | 26  | Colton Herta    | Andretti Global / Curb-Agajanian | Honda     | 0:25.9070 |

### Qualifying
| Pos. | Nr. | Fahrer              | Team                             | Rd. 1   | Rd. 2   | Rd. 1 & 2 | ø 2 Rd. |
| ---- | --- | ------------------- | -------------------------------- | ------- | ------- | --------- | ------- |
| 1    | 3   | Scott McLaughlin    | Team Penske                      | 25.0055 | 25.0024 | 0:50.0079 | 179,972 |
| 2*   | 60  | Felix Rosenqvist    | Meyer Shank Racing               | 24.9961 | 25.0607 | 0:50.0568 | 179,796 |
| 3    | 66  | David Malukas       | Meyer Shank Racing               | 25.0587 | 25.0798 | 0:50.1385 | 179,503 |
| 4    | 2   | Josef Newgarden     | Team Penske                      | 25.0708 | 25.0897 | 0:50.1605 | 179,424 |
| 5    | 12  | Will Power          | Team Penske                      | 25.1343 | 25.0716 | 0:50.2059 | 179,262 |
| 6    | 27  | Kyle Kirkwood       | Andretti Global                  | 25.2190 | 25.2246 | 0:50.4436 | 178,417 |
| 7*   | 10  | Alex Palou          | Chip Ganassi Racing              | 25.2440 | 25.2148 | 0:50.4588 | 178,363 |
| 8    | 77  | Romain Grosjean     | Juncos Hollinger Racing          | 25.1672 | 25.3037 | 0:50.4709 | 178,321 |
| 9    | 28  | Marcus Ericsson     | Andretti Global                  | 25.2318 | 25.2976 | 0:50.5294 | 178,114 |
| 10*  | 9   | Scott Dixon         | Chip Ganassi Racing              | 25.3218 | 25.2670 | 0:50.5888 | 177,905 |
| 11   | 5   | Pato O’Ward         | Arrow McLaren                    | 25.4091 | 25.3924 | 0:50.8015 | 177,160 |
| 12   | 78  | Conor Daly          | Juncos Hollinger Racing          | 25.3928 | 25.4186 | 0:50.8114 | 177,126 |
| 13   | 11  | Marcus Armstrong    | Chip Ganassi Racing              | 25.5229 | 25.4120 | 0:50.9349 | 176,696 |
| 14   | 21  | Rinus VeeKay        | Ed Carpenter Racing              | 25.4883 | 25.4566 | 0:50.9449 | 176,661 |
| 15   | 7   | Alexander Rossi     | Arrow McLaren                    | 25.5535 | 25.6222 | 0:51.1757 | 175,865 |
| 16   | 15  | Graham Rahal        | Rahal Letterman Lanigan Racing   | 25.6024 | 25.5973 | 0:51.1997 | 175,782 |
| 17   | 30  | Pietro Fittipaldi   | Rahal Letterman Lanigan Racing   | 25.6738 | 25.5627 | 0:51.2365 | 175,656 |
| 18   | 14  | Santino Ferrucci    | A. J. Foyt Racing                | 25.6347 | 25.6432 | 0:51.2779 | 175,514 |
| 19   | 8   | Linus Lundqvist     | Chip Ganassi Racing              | 25.4517 | 25.8274 | 0:51.2791 | 175,510 |
| 20   | 6   | Nolan Siegel        | Arrow McLaren                    | 25.7156 | 25.7558 | 0:51.4714 | 174,854 |
| 21   | 20  | Ed Carpenter        | Ed Carpenter Racing              | 25.7573 | 25.7443 | 0:51.5016 | 174,752 |
| 22   | 4   | Kyffin Simpson      | Chip Ganassi Racing              | 25.8946 | 25.8592 | 0:51.7538 | 173,900 |
| 23   | 45  | Christian Lundgaard | Rahal Letterman Lanigan Racing   | 25.9209 | 25.8861 | 0:51.8070 | 173,722 |
| 24   | 41  | Sting Ray Robb      | A. J. Foyt Racing                | 26.0895 | 25.9994 | 0:52.0889 | 172,782 |
| 25   | 26  | Colton Herta        | Andretti Global / Curb-Agajanian | 25.0127 | 40.7382 | 1:05.7509 | 136,880 |
| 26   | 18  | Jack Harvey         | Dale Coyne Racing                |         |         | 0:00.0000 |         |
| 27*  | 51  | Katherine Legge     | Dale Coyne Racing                |         |         | 0:00.0000 |         |

*Anmerkung: Wegen Motorenwechsels bekamen Rosenqvist (Startplatz 11), Palou (Startplatz 16), Dixon (Startplatz 19) und Legge (Startplatz 27) jeweils eine Strafe von neun Startplätzen.

### Endergebnis
| Pos. | Nr. | Fahrer              | Rd. | Zeit/Rückstand                | Boxenstopps | Führungsrunden | Start | Punkte |
| ---- | --- | ------------------- | --- | ----------------------------- | ----------- | -------------- | ----- | ------ |
| 1    | 2   | Josef Newgarden     | 260 | 2:22:28.2772 Std. 136,870 mph | 4           | 17             | 3     | 51     |
| 2    | 3   | Scott McLaughlin    | 260 | 1.7260 Sek.                   | 5           | 67             | 1     | 42     |
| 3    | 8   | Linus Lundqvist     | 260 | 3.7875                        | 5           | 1              | 18    | 36     |
| 4    | 10  | Alex Palou          | 260 | 6.0516                        | 4           |                | 16    | 32     |
| 5    | 26  | Colton Herta        | 260 | 6.2646                        | 4           |                | 25    | 30     |
| 6    | 60  | Felix Rosenqvist    | 259 | 1 Rd.                         | 4           |                | 11    | 28     |
| 7    | 6   | Nolan Siegel        | 259 | 1 Rd.                         | 5           | 8              | 20    | 27     |
| 8    | 11  | Marcus Armstrong    | 259 | 1 Rd.                         | 4           |                | 10    | 24     |
| 9    | 41  | Sting Ray Robb      | 259 | 1 Rd.                         | 4           | 8              | 24    | 23     |
| 10   | 21  | Rinus VeeKay        | 259 | 1 Rd.                         | 4           |                | 12    | 20     |
| 11   | 9   | Scott Dixon         | 258 | 2 Rd.                         | 5           | 5              | 19    | 20     |
| 12   | 14  | Santino Ferrucci    | 258 | 2 Rd.                         | 5           |                | 17    | 18     |
| 13   | 78  | Conor Daly          | 258 | 2 Rd.                         | 4           |                | 9     | 17     |
| 14   | 30  | Pietro Fittipaldi   | 258 | 2 Rd.                         | 5           |                | 15    | 16     |
| 15   | 45  | Christian Lundgaard | 257 | 3 Rd.                         | 5           |                | 23    | 15     |
| 16   | 77  | Romain Grosjean     | 257 | 3 Rd.                         | 5           |                | 6     | 14     |
| 17   | 20  | Ed Carpenter        | 252 | 8 Rd.                         | 9           |                | 21    | 13     |
| 18   | 12  | Will Power          | 250 | 10 Rd.                        | 4           | 117            | 4     | 15     |
| 19   | 7   | Alexander Rossi     | 250 | 10 Rd. (Unfall)               | 4           | 8              | 13    | 12     |
| 20   | 18  | Jack Harvey         | 249 | 11 Rd. (Unfall)               | 4           |                | 26    | 10     |
| 21   | 66  | David Malukas       | 238 | 22 Rd. (Unfall)               | 4           | 11             | 2     | 10     |
| 22   | 27  | Kyle Kirkwood       | 207 | 53 Rd. (Unfall)               | 4           |                | 5     | 8      |
| 23   | 15  | Graham Rahal        | 161 | 98 Rd. (Defekt)               | 2           | 5              | 14    | 8      |
| 24   | 28  | Marcus Ericsson     | 151 | 109 Rd. (Defekt)              | 2           | 13             | 7     | 7      |
| 25   | 4   | Kyffin Simpson      | 84  | 176 Rd. (Unfall)              | 1           |                | 22    | 5      |
| 26   | 5   | Pato O’Ward         | 42  | 218 Rd. (Motor)               | 0           |                | 8     | 5      |
| 27   | 51  | Katherine Legge     | 7   | 253 Rd. (Unfall)              | 0           |                | 27    | 5      |

(R)=Rookie / 6 Gelbphasen für insgesamt 49 Rd. / alle Starter auf Firestone-Reifen